# Стів Куґан
Стівен Джон «Стів» Куґан, (англ. Stephen John «Steve» Coogan; нар. 14 жовтня 1965, Мідлтон, Великий Манчестер, Велика Британія) — британський комік і кіноактор, продюсер і сценарист. У його доробку понад сто фільмів різного жанру. Він також неодноразово займався озвучуванням персонажів мультфільмів. Лауреат премії «BAFTA», володар англ. British Comedy Award.

## Життєпис
Стів Куґан народився 14 жовтня 1965 року в Мідлтоні (Великий Манчестер, Велика Британія). Його ірландські батьки мали семеро дітей — п'ятеро синів і двоє дочок, де Стів був червертою дитиною.
Маючи талант до перевтілень, Стів Куґан хотів піти до театральної школи, хоч і розумів, що ця професія не завжди забезпечує стабільний успіх. Після п'яти невдалих спроб у різних драматичних школах у Лондоні, він отримав місце в «Манчестерській театральній школі» (англ. Manchester Metropolitan School of Theatre).
Стів Куґан почав свою кар'єру як комік на телебаченні, він регулярно виступав у місті Іпсвіч. У 1992 році Стів Куґан виграв премію Perrier Award на фестивалі Edinburgh Festival Fringe. Своєю славою він зобов'язаний ролі Алана Партріджа, якого він успішно інтерпретував на радіо і телебаченні, серіал «Я — Алан Партрідж» (англ. I'm Alan Partridge, 1997—2002). Ця роль принесла йому дві премії «БАФТА».
Першою роботою Кугана у кіно став фільм «Воскреслі» (Resurrected, 1989). Наступними роботами були картини «Індіанин у шафі» (Indian in the Cupboard, 1995) і «Вітер у вербах» (The Wind in the Willows, 1996).
У 1999 році Стів Куґан і Генрі Нормал (англ. Henry Normal) заснували компанію Baby Cow Productions, яка працювала на радіо, створювала анімації та кінофільми.
У 2001 Стів Куґан у співавторстві з партнером Генрі Нормалом написали сценарій до фільму «The Parole Officer», поставлений режисером Джоном Дуіганом (англ. John Duigan). Фільм став одним з найкасовіших фільмів 2001 року в Англії.
Найвідомішою роботою Стів Куґана на сьогоднішній день є драма-комедія «Філомена» (2013), до якої він у співавторстві написав сценарій і знявся з британською кіноакторкою Джуді Денч. Фільм «Філомена» був номінований на чотири премії «БАФТА» і три премії «Золотий глобус».

## Фільмографія
- 2019 — «Геній і безумець» (The Professor and the Madman) — Філіп Літтелтон Гелл
- 2018 — «Голмс та Ватсон» — Густав Клінґер, однорукий татуювальник
- 2017 — «Вечеря» (The Dinner) — Пол Ломан
- 2014 — «Ніч у музеї: Секрет гробниці» (Night at the Museum: Secret of the Tomb) — Октавій
- Подорож до Італії (The Trip to Italy, 2014), роль Стіва
- Філомена (Philomena, 2013), роль Мартина Сиксміта
- Що знала Мейзі (What Maisie Knew, 2012), роль Біла
- Рубі Спаркс (Ruby Sparks, 2012), роль Ленгдона
- Мій придуркуватий брат (Our Idiot Brother, 2011), роль Ділана Андерсона
- Персі Джексон та Викрадач блискавок (Percy Jackson & the Olympians: The Lightning Thief, 2010), роль Аїда
- Ніч у музеї 2 (Night at the Museum: Battle of the Smithsonian, 2009), роль Октавія
- Грім у тропіках (Tropic Thunder, 2008), роль режисера Демяна Ройчленана
- Ніч у музеї (Night at the Museum, 2006) роль Октавія
- Марія-Антуанетта (Marie Antoinette, 2006), роль Флорімона Клода
- Щасливий кінець (Happy Endings, 2005), роль Чарлі
- Навколо світу за 80 днів (Around the World in 80 Days, 2004), роль Філіаса Фога
- Кава та сигарети (Coffee and Cigarettes, 2003), роль Стіва
- 24 Hour Party People (2002), роль Тоні Вільсона
- Вітер у вербах (The Wind in the Willows, 1996), роль Крота
- Індіанин у шафі (Indian in the Cupboard, 1995), роль санітара Томі Аткінса
- Воскреслі (Resurrected, 1989), роль Youth 2